# جون تي. كونور
جون تي. كونور هو مدير وشخصية أعمال وسياسي أمريكي، ولد في 3 نوفمبر 1914 في سيراكيوز في الولايات المتحدة، وتوفي في 6 أكتوبر 2000 في بوسطن في الولايات المتحدة بسبب سرطان. نشط حزبياً في الحزب الديمقراطي. وقد انتخب وزير التجارة الأمريكي.

## وصلات خارجية
- جون تي. كونور على موقع مونزينجر (الألمانية)
- جون تي. كونور على موقع إن إن دي بي (الإنجليزية)